# رصدخانه برلین

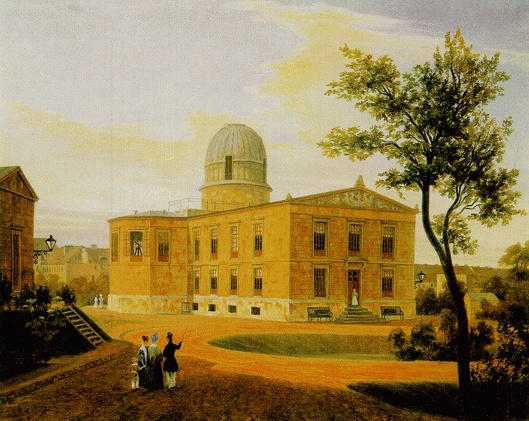
1838 painting of the New Berlin Observatory (Linden Street), where the planet Neptune was discovered in ۱۸۴۶.

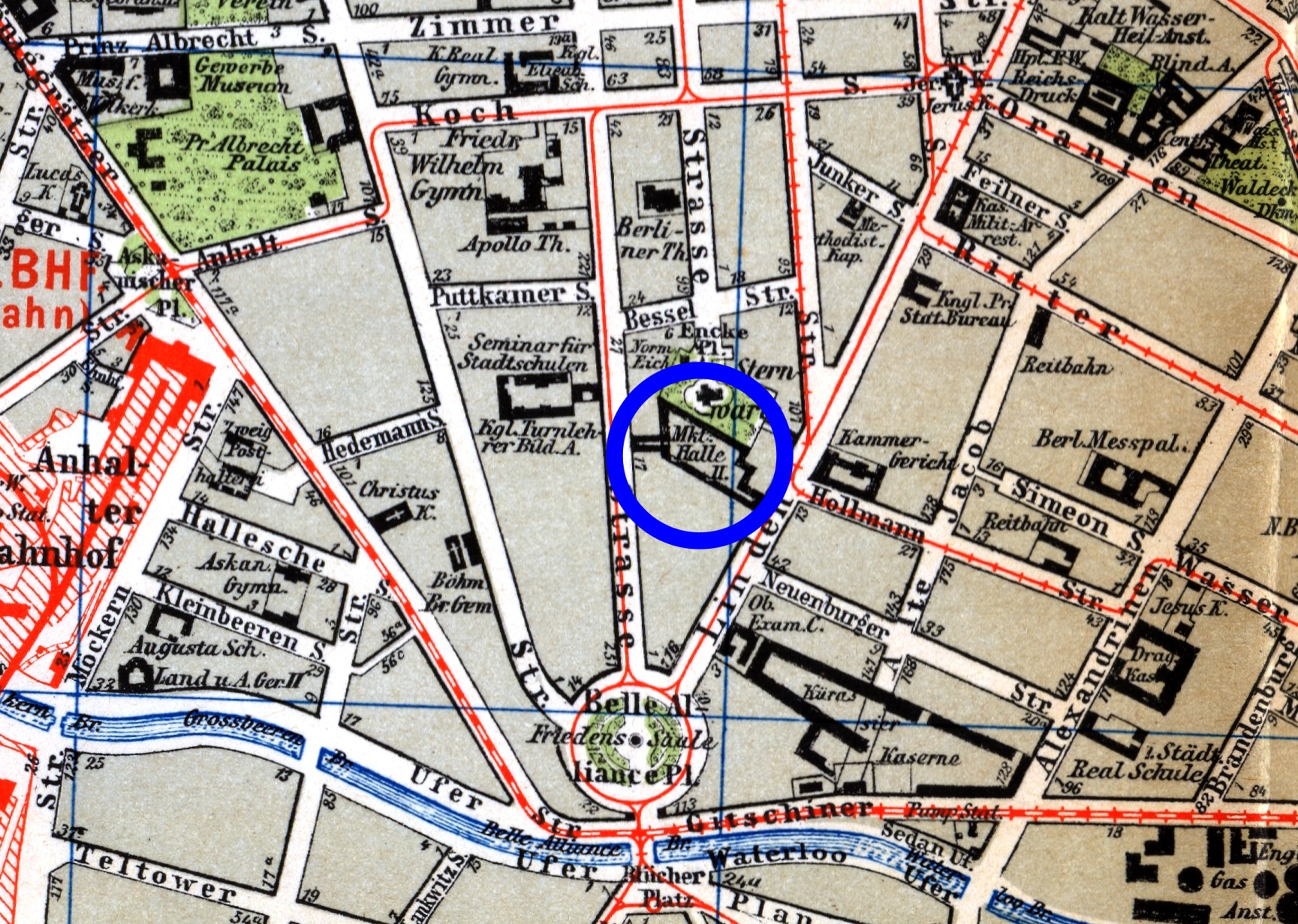
Location of the Neue Berliner Sternwarte, Berlin Observatory from 1835 to 1913

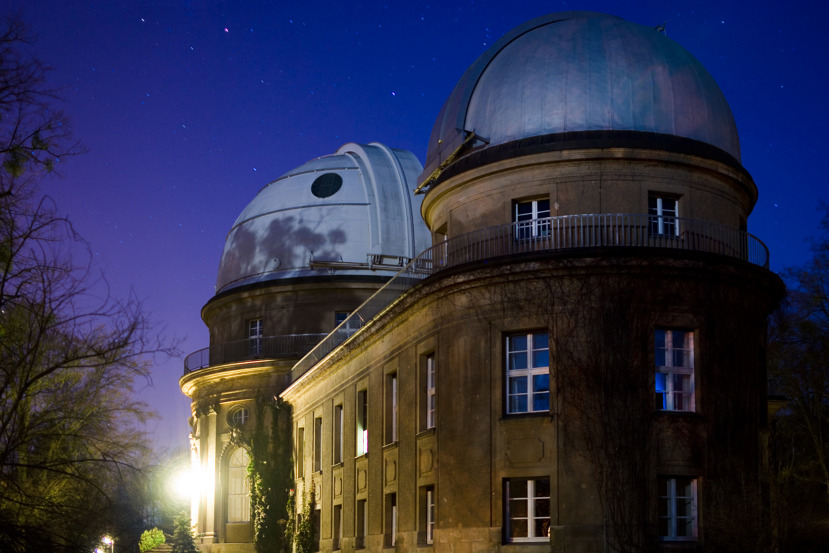
By 1913, activities were moved to a new Observatory at Babelsberg, shown here in 2006

رصدخانه برلین ((به آلمانی: Berliner Sternwarte)) یک مؤسسهٔ اخترشناسی آلمانی در کنار مجموعه ای از رصدخانه‌ها و سازمان‌های مرتبط به آن است که از سدهٔ ۱۸ آغاز به کار کرده و در شهر برلین و در اطراف آن در آلمان قرار دارد. ریشهٔ بنای آن به سال ۱۷۰۰ بر می‌گردد زمانی که گوتفرید لایبنیتس «انجمن علوم براندنبورگ» (Sozietät der Wissenschaften) را راه‌اندازی کرد که بعداً (۱۷۴۴) به فرهنگستان علوم پروس تبدیل شد: (Preußische Akademie der Wissenschaften). در آن زمان انجمن هیچ رصدخانه‌ای نداشت اما با این وجود، گوتفرید کرچ، یک اخترشناس از یک رصدخانه خصوصی در برلین برای مشاهده وجود داشت. اولین رصدخانه کوچک توسط او در سال ۱۷۱۱ ساخته شد و هزینهٔ آن را خود با انجام محاسبات تقویم تأمین کرد.
در سال ۱۸۲۵ یوهان فرانتس آنکه توسط پادشاه فردریک ویلیام سوم پروس به سمت مدیر منصوب شد. با حمایت الکساندر فون هومبولت، آنکه پادشاه را موافقت کرد تا با تأمین مالی یک رصدخانه واقعی موافقت کند، اما یک شرط این بود که رصدخانه دو شب در هفته در دسترس عموم قرار گیرد. این ساختمان توسط معمار مشهور کارل فردریش شینکل طراحی و در سال ۱۸۳۵ شروع به کار کرد. هم‌اکنون دارای رصدخانه IAU کد ۵۴۸ است.

## گسترش
اگرچه رصدخانه اصلی در حومه شهر ساخته شده‌بود، اما با گذشت زمان شهر به حدی گسترش یافت که پس از دو قرن رصدخانه در وسط سکونتگاه‌های دیگر قرار گرفت که مشاهدات را بسیار دشوار کرد و پیشنهادی برای انتقال رصدخانه ارائه شد. رصدخانه در سال ۱۹۱۳ به پوتسدام-بابلسبرگ منتقل شد (رصدخانه IAU کد ۵۳۶) و از سال ۱۹۹۲ توسط مؤسسه اخترفیزیک لایب نیتس، پوتسدام
(AIP) مدیریت می‌شود؛ هرچند که از قرن بیستم برای مشاهدات نجومی آلمان استفاده نشده‌است.
در برلین رصدخانه ویلهلم فورستر (کد IAU 544)، Archenhold Sternwarte , Berlin-Treptow (رصدخانه آرچنهولد؛ کد IAU 604)، «Urania Sternwarte» (رصدخانه اورانیا،  IAU کد ۵۳۷) و رصدخانه Bruno H. Bürgel باقی مانده‌اند.